# 崔官庄村 (章丘市)
崔官庄村，中华人民共和国山东省济南市章丘市高官寨镇所辖的一个行政村。全行政村人口156户、619人。耕地面积1098亩。行政区划代码370181114224。